# Nigüenta
La nigüenta es la figura que representa a una niña sentada extirpándose las niguas. Se considera el amuleto para la suerte por excelencia de los costarricenses; también es amuleto de panameños, colombianos, dominicanos, entre otros países de América Latina.

## Historia
La imagen de la nigüenta representa a una niña que está sentada desnuda, extirpándose las niguas. La nigua es una especie de pulga (Tunga penetrans), muy pequeña, que se encuentra principalmente en campos cubiertos de hierba, cerca de lagos y bosques. Únicamente las niguas bebés (en estado de larva) afectan a los humanos y animales introduciéndose entre los dedos pulgares de los pies.

## En Costa Rica
La nigüenta representa al amuleto de la suerte por excelencia, según Dionisio Cabal. Llegó a Costa Rica a finales del siglo XIX, probablemente desde Europa. Su imagen se asemeja a la escultura del Niño de la espina o Spinario, una escultura de un niño desnudo que está extrayéndose una espina del pie.
Según la arqueóloga Ana Yensy Herrera en su obra "Aquellas estatuillas que nos acompañan de mujeres, vírgenes y nigüentas", el origen de la Nigüenta puede estar relacionado con la representación de mujeres chamanes en la sociedad precolombina, las cuales jugaron un papel fundamental en la intercesión entre humanos y entidades espirituales; ellas también podían realizar sanidades por medio de dones naturales y de poderes otorgados por la misma sociedad.
Cualquiera que sea la razón por la cual se origina la nigüenta, según Dionisio Cabal en Costa Rica se le conoce como un elemento que atrae la suerte; da protección a la casa al atarle cintas rojas; se obtiene bienestar familiar si se le amarran cintas amarillas y blancas; y da suerte en la lotería si se le coloca debajo un billete de lotería doblado. También se cree que se puede escribir un deseo en un papel y adherirlo a la nigüenta para que este se haga realidad. También, al principio de cada año se le adjunta un saco pequeño con granos de arroz y frijoles, con el fin que provea suficiente alimento para ese año. Finalmente, se le coloca cerca una fotografía de un ser querido que, por cualquier razón, se haya ido, para que este regrese a casa. Como es el caso de otros amuletos, para que la nigüenta funcione excepcionalmente, esta se debe haber sido recibida como un regalo de una persona apreciada.